# Kristal
Kristal (lat. crystallus od grč. ϰρύσταλλος: led, ledac, kremen prozirac) je fizikalno tijelo u čvrstom agregatnom stanju koje je građeno od pravilno trodimenzijski periodički raspoređenih atoma, iona ili molekula, to jest ima kristalnu strukturu. Pravilni je raspored termodinamički najstabilniji i većina čvrstih tvari kristalne je prirode. Kristali nastaju u procesu kristalizacije rastom iz pothlađene kapljevine, pothlađene pare, plina, zasićene otopine, taline, nesređene (amorfne) čvrste faze ili manje stabilne kristalne faze. Unutrašnji pravilni raspored daje kristalu određenu simetriju koja se iskazuje u svojstvima i u vanjskom obliku kristala. Kristal ima određen geometrijski oblik. Kutovi među plohama kristala neke kemijske tvari konstantni su i za tu tvar svojstveni (karakteristični). Dijelovi nastali kalanjem kristala imaju ravne površine, a njihovi su kutovi također konstantni i svojstveni za dotičnu tvar. Dijelovi nastali sitnjenjem kristala opet su kristalići istih svojstava.  
Svojstva kristala kao što su gustoća, tvrdoća, kalavost, elastičnost, plastičnost, magnetska i električna polarizacija, vodljivost topline i struje, boja, sjaj, lom i dvolom svjetlosti ovise o kemijskom sastavu i kristalnoj strukturi pa su zbog toga stalna. Međutim, mnoga su svojstva različita u različitim smjerovima u kristalu i to se svojstvo označuje kao anizotropija. Ako se rast kristala odvijao bez vanjskih zapreka, njihovi su vanjski oblici geometrijski pravilni (poliedri), što je odraz njihove pravilne strukture. Kristalni poliedri mogu biti sastavljeni od ploha jedne kristalne forme, to jest od ploha koje su međusobno simetrijski jednake, ili od kombinacije ploha više kristalnih formi. Iz stabilnosti strukture proizlaze i zakonitosti morfologije poliedara, koje su sadržane u kristalnim zakonima: u zakonu stalnosti kutova između bilo kojeg para ploha prisutnog na svim kristalima iste tvari, te u zakonu racionalnog omjera parametara (odsječaka ploha po koordinatnim osima) prema kojemu su parametri po pojedinačnim osima bilo kojega para ploha na promatranom kristalu u omjeru malih racionalnih brojeva. U tome je bitna razlika između kristalnih i proizvoljnih poliedara (mnogoplošnika). Kristalni oblik svojstven je za mnoge kemijske tvari pa često omogućuje njihovo otkrivanje (identifikaciju), što se osobito koristi u mineralogiji. Posve pravilni oblici susreću se samo kod monokristala; mnogo su češći kristalni agregati (polikristali) kod kojih svako zrno nema sve svoje svojstvene plohe ili je potpuno bez njih, a cijeli polikristal gledan kao cjelina nema jedinstvenu kristalnu strukturu.

## Elementi simetrije kristala
Kristali imaju tri vrste simetrijskih elemenata koje možemo zapaziti kako u njihovoj strukturi, tako i po vanjskom obliku. To su:
- ravnina simetrije je ona ravnina koja dijeli kristal na dva zrcalno jednaka dijela;
- os simetrije ili gira je os (pravac) oko koje možemo okretati kristal da se pri tom pojavljuju istovrsni položaji kristala. Ti položaji se oko gire mogu pojavljivati dva, tri, četiri ili šest puta, pa prema tome postoje digire, trigire, tetragire i heksagire.
- centar simetrije je točka u geometrijskom središtu kristala, kroz koju prolaze pravci koji na oba kraja imaju istovrsne usporedne kristalografske elemente, i to plohe, bridove ili uglove.

Elemente simetrije opažamo već u elementarnoj ćeliji strukturne rešetke kristala. Broj elemenata simetrije je ograničen - postoje 32 kombinacije simetrijskih elemenata, po kojima razlikujemo i 32 kristalne klase. Mineralne forme jedne kristalne klase imaju iste elemente simetrije.

## Kristalografski sustavi
Sve plohe koje se nalaze na kristalu fiksiramo na zamišljeni koordinatni sustav, koji nazivamo kristalografskim osima. Plohe piramide položene su tako da sijeku sve tri kristalografske osi, plohe prizme sijeku dvije osi, a s trećom su paralelne, dok plohe pinakoida sijeku samo jednu os, a s ostale dvije su paralelne.
S obzirom na kristalografske osi, nekoliko kristalnih klasa možemo spojiti u jedan kristalografski sustav. U jednom kristalnom sustavu nalaze se kristalne klase s različitim elementima simetrije, ali sve imaju isti položaj kristalografskih osi. 
Postoji 6 kristalografskih sustava, a to su:
- kubični kristalni sustav obuhvaća kristalne forme (njih 15 ukupno) koje se mogu svesti na tri jednake i međusobno okomite kristalografske osi. Prostorna rešetka takvog sustava je jednostavna, plošnocentrirana ili volumnocentrirana kocka. Kubični sustav ima 5 kristalnih klasa.
- heksagonski kristalni sustav obuhvaća forme (njih 9) koje se mogu svesti na 4 kristalografske osi. Tri su jednake, leže u horizontalnoj ravnini i sijeku se međusobno pod kutom od 120°, a četvrta, duža ili kraća os na njih je okomita. Prostorna rešetka je heksagonska ili romboedrijska. Ovaj sustav ima 12 kristalnih klasa.
- tetragonski kristalni sustav - obuhvaća forme (njih 5) s tri međusobno okomite kristalografske, od kojih su dvije jednake i leže u vodoravnoj ravnini, a treća kraća ili duža leži okomito na njih. Prostorna rešetka je jednostavna ili volumnocentrirana tetragonska prizma. Tetragonski sustav ima 7 kristalnih klasa.
- ortorompski kristalni sustav obuhvaća forme (njih 3) koje se mogu svesti na 3 nejednake i međusobno okomite osi. Prostorna rešetka je jednostavna ili volumnocentrirana rompska prizma. Sustav ima 3 kristalne klase.
- monoklinski kristalni sustav obuhvaća forme (njih 3) koje se svode na 3 nejednake kristalografske osi, od kojih su samo dvije međusobno okomite, a treća je kosa. Prostorna rešetka je jednostavna ili baznocentrirana monoklinska prizma, a sustav ima 3 kristalne klase.
- triklinski kristalni sustav obuhvaća forme (njih 3) koje se mogu svesti na tri kristalografske osi nejednake dužine i koje se međusobno sijeku pod kosim kutom. Prostorna rešetka ima samo centar simetrije.

## Kristalna struktura čvrstog tijela
U prirodi se često nalaze komadići materije, koji su omeđeni ravnim plohama i predstavljaju pravilna geometrijska tijela kao kocke, piramide, oktaedre i tako dalje. Proučavanje takvih pravilnih kristala već je odavno jedan od osnovnih zadataka mineraloga, a matematičari su našli poticaja u kristalima da nauku o simetrijama razviju do vrlo visokog stupnja. Duboko fizičko značenje dobilo je ispitivanje kristala tek modernom atomnom teorijom. Činjenice o kristalima nesumljivo govore da je to prototip sastava čvrstog tijela. Čvrsti oblik materije osniva se na kristalnoj strukturi. Ako je komadić čvrste materije jedan kristal, tad se pravilni oblik razabire na prvi pogled. No ako se čvrsto tijelo sastoji od mnogo sitnih kristala, koji su poredani u svim mogućim smjerovima, tad je simetrija strukture izbrisana za naše oko.
Već u 18. stoljeću je naslutio R. J. Haüy, da je pojava kristala uzrokovana pravilnim rasporedom osnovnih djelića. Zamislimo li te djeliće kao kocke, možemo njima izgraditi razna geometrijska tijela. Haüyev model kristala usavršio je A. Bravais 1848. On se oslobodio naivnih predodžbi o kompaktnim djelićima i uzeo, da su težišta molekula poredana u pravilnim geometrijskim razmacima. Ona čine kristalnu rešetku. Opću sistematiku kristalnih rešetaka razvili su 1891. J. S. Fjodorov i Arthur Moritz Schoenflies (1853. – 1928.). 
Za kristal je svojstveno da se određeni raspored molekula periodički ponavlja u prostoru. Promatrat ćemo najprije jednostavnu kristalnu rešetku koja je građena od samih jednakih atoma ili molekula. Onaj određeni raspored molekula koji se ponavlja u prostoru obuhvatimo u jednu elementarnu ćeliju. Paralelnim pomakom ćelije u sva tri prostorna smjera možemo izgraditi čitavu rešetku. Tip rešetke možemo prema tome jednoznačno utvrditi elementarnom ćelijom. 
Najjednostavniju elementarnu ćeliju predstavlja kocka koja u svakom kutu sadrži jedan atom ili molekulu. Takva ćelija zove se još prosta kubna. Nešto složenija je ćelija koja u centru kocke sadrži još jedan atom ili molekulu. Takvu kubičnu rešetku s prostornim centrima imaju kristali alkalijskih metala (Li, Na, K, Rb, Cs), zatim vanadij V, krom Cr, molibden Mo, tantal Ta i neki drugi. Mjesto u prostornom centru kocke može po jedan atom stajati u centru svake stranice. Kubne rešetke s takvim plošnim centrima također su česte u prirodi. Tako se kristaliziraju kemijski elementi srebro Ag, zlato Au, platina Pt, bakar Cu, olovo Pb i drugi. 
Svakom kristalu pripadaju 3 glavne osi smjera ili osi. Ako je elementarna ćelija kocka, tada su osi među sobom okomite. Općenito mogu osi kristala zatvarati kutove različite od 90°. Elementarnu ćeliju možemo općenito opisati s 3 vektora {\displaystyle {\vec {a}}_{1}}, {\displaystyle {\vec {a}}_{2}} i {\displaystyle {\vec {a}}_{3}}, koji određuju bridove ćelije. Čvor ove jednostavne rešetke dobijemo tako da vektore {\displaystyle {\vec {a}}_{1}}, {\displaystyle {\vec {a}}_{2}} i {\displaystyle {\vec {a}}_{3}} nanesemo cijeli broj puta. Točke rešetke su dane sa:
{\displaystyle {\vec {n}}=n_{1}\cdot {\vec {a}}_{1}+n_{2}\cdot {\vec {a}}_{2}+n_{3}\cdot {\vec {a}}_{3}}
gdje n1, n2 i n3 mogu poprimiti sve cijele brojeve. Pomakom rešetke u glavnim smjerovima za veličinu {\displaystyle n_{1}\cdot {\vec {a}}_{1}}, {\displaystyle n_{2}\cdot {\vec {a}}_{2}} ili {\displaystyle n_{3}\cdot {\vec {a}}_{3}} ne mijenja se raspored molekula u prostoru. Ta invarijantnost prema prostornim pravocrtnim pomacima (translacijama) osnovna je simetrija kristala. 
Jednostavna rešetka izgrađena je od jednakih atoma ili jednakih atomskih grupa. Svaki atom ili svaka atomska grupa na isti su način opkoljeni od drugih atoma ili atomskih grupa. Nijedan atom ne ističe se ničim ispred drugog. Ako se kristal sastoji od različitih atoma ili više vrsta atomskih grupa, tad svaka čini za sebe jednu jednostavnu rešetku. Kristal je složena rešetka. U takvom kristalu opet svaki atom ili svaka ista atomna grupa ima istu okolinu, ali različiti atomi opkoljeni su različitim rasporedom atoma. 
Najjednostavniju složenu rešetku čine kristali kuhinjske soli. Atomi natrija i klora poredani su u 3 okomita smjera u jednakim razmacima. Da su atomi jednaki, imali bismo prostu kubnu rešetku. Budući da nisu jednaki, moramo kristal NaCl sastaviti od dvije jednostavne kubne rešetke s plošnim centrima. Vidi se da je svaki natrijev atom opkoljen sa 6 klorovih atoma, i obratno, svaki klorov sa 6 natrijevih atoma. Kod kristala od mnogo različitih elemenata simetrije su mnogo složenije. Tek odabranim geometrijskim rasporedom može se postići da jednaki atomi budu opkoljeni istovrsnom skupinom drugih atoma. Po osnovnom načelu simetrije moraju jednaki atomi imati jednaku okolinu; ničim ne smije biti jedan isti atom istaknut pred drugim istim atomom. 
Matematičari su općenito ispitivali koji su kristalni oblici mogući po zakonu simetrije. Matematička disciplina, teorija grupa, pruža općenito pregled nad svim mogućim kristalnim oblicima. Najveći broj matematičkih simetrija je zaista nađen kod stvarnih kristala u prirodi. Svaka kristalna mreža u prirodi odgovara jednoj matematički mogućoj simetriji. Nikada se još nije naišlo na kristale koji bi se protivili zakonu simetrije. Simetrija kristalnih oblika jedan je od najdubljih prirodnih zakona. Simetrija proniče čitavu prirodu, savršeno u njenim najsitnijim dijelovima, a djelomično u njenim makroskopskim oblicima. Stvarajući pravilne geometrijske likove, čovjek je samo oponašao prirodu, koja je upravo neiscrpna u stvaranju raznih simetričnih oblika. Simetrije, koje je narod dugogodišnjim radom razvio u ornamentici, one lijepe oblike na vezovima, nalazimo i u prirodi. Atomni sistemi poprimaju nužno izvjesne simetrije, oni iz samih sebe proizvode uvijek nove i uvijek ljepše oblike. Simetrija je najljepši izraz duboke harmonije i zakonitosti koje vladaju u atomnim procesima. 
Sva svojstva čvrstog tijela određena su kristalnom rešetkom. Ako se jedan element javlja u dvije različite modifikacije, tad se njegovi atomi na dva različita načina raspoređuju u rešetke. Premda su na primjer dijamant i grafit građeni od jednakih ugljikovih atoma, oni se ipak u osnovi razlikuju čemu je uzrok različita struktura kristalne rešetke. 
Ispitivanje rendgenskim zrakama dalo je uvid u strukturu kristala. Iz rendgenskih slika utvrđene su elementarne ćelije pojedinih kristala. Zasad ćemo samo iznijeti, da hipoteza o rešetki objašnjava sva svojstva čvrstog stanja materije. Poznato je, da postoji izvjesna anizotropija u elastičnim i optičkim svojstvima kristala. Postojanje triju glavnih osi obzirom na prolaz svjetlosti ili deformaciju čvrstog tijela objašnjava se s tri glavna smjera kristalne rešetke. Samo kod apsolutne nule miruju atomi u čvorovima rešetke. Titranjem molekula ili atoma oko položaja mogu se objasniti sva akustična i toplinska svojstva čvrstih tijela. 
Na kraju nameće se pitanje: koliki su razmaci između atoma ili molekula u kristalnoj rešetki? Razmake možemo proračunati kad znamo vrstu elementarne ćelije i broj atoma u m3. Uzmimo da se kemijski element, što je često slučaj, kristalizira u kubnoj rešetki s prostornim centrom. Volumen ćelije jednak je a3, gdje je a stranica kocke. Svakoj elementarnoj ćeliji pripadaju dva atoma. Jedan daje prvi ugao kocke, a drugi je centar kocke. Na svaki atom, otpada polovina volumena ćelije:
{\displaystyle V={\frac {1}{2}}\cdot a^{3}}
gdje je: V - volumen koji otpada na jedan atom, pomnožen s N, brojem atoma u 1 m3, daje 1:
{\displaystyle V={\frac {1}{N}}}
Broj atoma u 1 m3 odnosi se prema broju atoma u jednom molu L kao gustoća ρ prema masi mola M:
{\displaystyle {\frac {N}{L}}={\frac {\rho }{M}}}
Uzmemo li u obzir sva tri odnosa, dobivamo da je razmak između atoma u kubnoj rešetki s prostornim centrima jednak:
{\displaystyle a={\sqrt[{3}]{2\cdot V}}={\sqrt[{3}]{\frac {2\cdot M}{L\cdot \rho }}}}
Težinu mola, kao i specifičnu težinu, poznajemo za svaki kemijski element, pa odatle možemo proračunati razmak između atoma rešetke. U donjoj tablici su dane vrijednosti za neke elemente koji se kristaliziraju u kubičnoj rešetki s prostornim centrima. Te vrijednosti su provjerene rendgenskim snimkama:
|                            | Litij | Natrij | Kalij  | Volfram | Alfa-željezo |
| -------------------------- | ----- | ------ | ------ | ------- | ------------ |
| Molna masa M               | 6,94  | 22,997 | 39,096 | 184     | 55,84        |
| Gustoća ρ                  | 0,534 | 0,97   | 0,86   | 19,3    | 7,86         |
| Razmak između atoma a (nm) | 35,1  | 43,0   | 53,3   | 31,59   | 28,61        |
Vidi se odmah da kubična rešetka s prostornim centrima ne predstavlja najgušći oblik rešetke. Gušća je kubična rešetka s plošnim centrima. Tu otpadaju četiri čestice na svaku elementarnu ćeliju. Jedna čestica određuje početni čvor ćelije, a tri čestice leže u centrima stranica koje polaze od te točke. Prema tome, između volumena ćelije a3 i volumena V koji otpada na česticu postoji kod kubične rešetke s plošnim centrima relacija:
{\displaystyle V={\frac {1}{4}}\cdot a^{3}}
Brid ćelije dan je sada izrazom:
{\displaystyle a={\sqrt[{3}]{4\cdot V}}={\sqrt[{3}]{\frac {4\cdot M}{L\cdot \rho }}}}
Prema toj jednadžbi izračunati su razmaci između atoma za neke elemente i korigirani rendgenskim zrakama:
|                            | Aluminij | Bakar | Srebro | Platina | Olovo  |
| -------------------------- | -------- | ----- | ------ | ------- | ------ |
| Molna masa M               | 26,97    | 63,57 | 107,88 | 195,23  | 207,22 |
| Gustoća ρ                  | 2,72     | 8,93  | 10,5   | 21,4    | 11,34  |
| Razmak između atoma a (nm) | 40,41    | 36,08 | 40,78  | 39,16   | 49,39  |
Razmaci između čestica kristala veličine su istog reda kao i molekularni promjeri. Približnu sliku kristala možemo dobiti ako atome ili molekule predočimo kao kugle koje su naslagane jedna do druge. Već prema tome kako slažemo kugle jednu do druge dobivamo različite tipove elementarnih ćelija.
Kristalna rešetka vrlo je čvrsta tvorevina. Ona se teško razara mehaničkim silama. Oko svojih položaja ravnoteže koji se podudaraju s čvorovima rešetke mogu se atomi samo malo pomicati. Kristalnu rešetku možemo razoriti tako da čvrsto tijelo ugrijemo do temperature tališta. Tada temperaturna titranja atoma prevladavaju kohezione sile, i kristalna struktura iščezava. Teorija sila koje drže rešetku izlazi iz okvira klasične fizike i pripada modernoj valnoj mehanici (L. de Broglie, Heisenberg, E. Schrödinger).